# Schondra (Fluss)
Die Schondra ist ein gut einunddreißig Kilometer langer, rechter und nördlicher Zufluss der Fränkischen Saale im bayerischen Unterfranken.

## Name
Im Jahr 777 wurde der Fluss als Scuntra erstmals urkundlich erwähnt.
Von manchen wird angenommen, dass der Name Schondra mit dem altindischen Wort skúndatē verwandt ist, das eilt bedeutet. Der Fluss gab der gleichnamigen Gemeinde Schondra ihren Namen.

## Geographie

### Verlauf

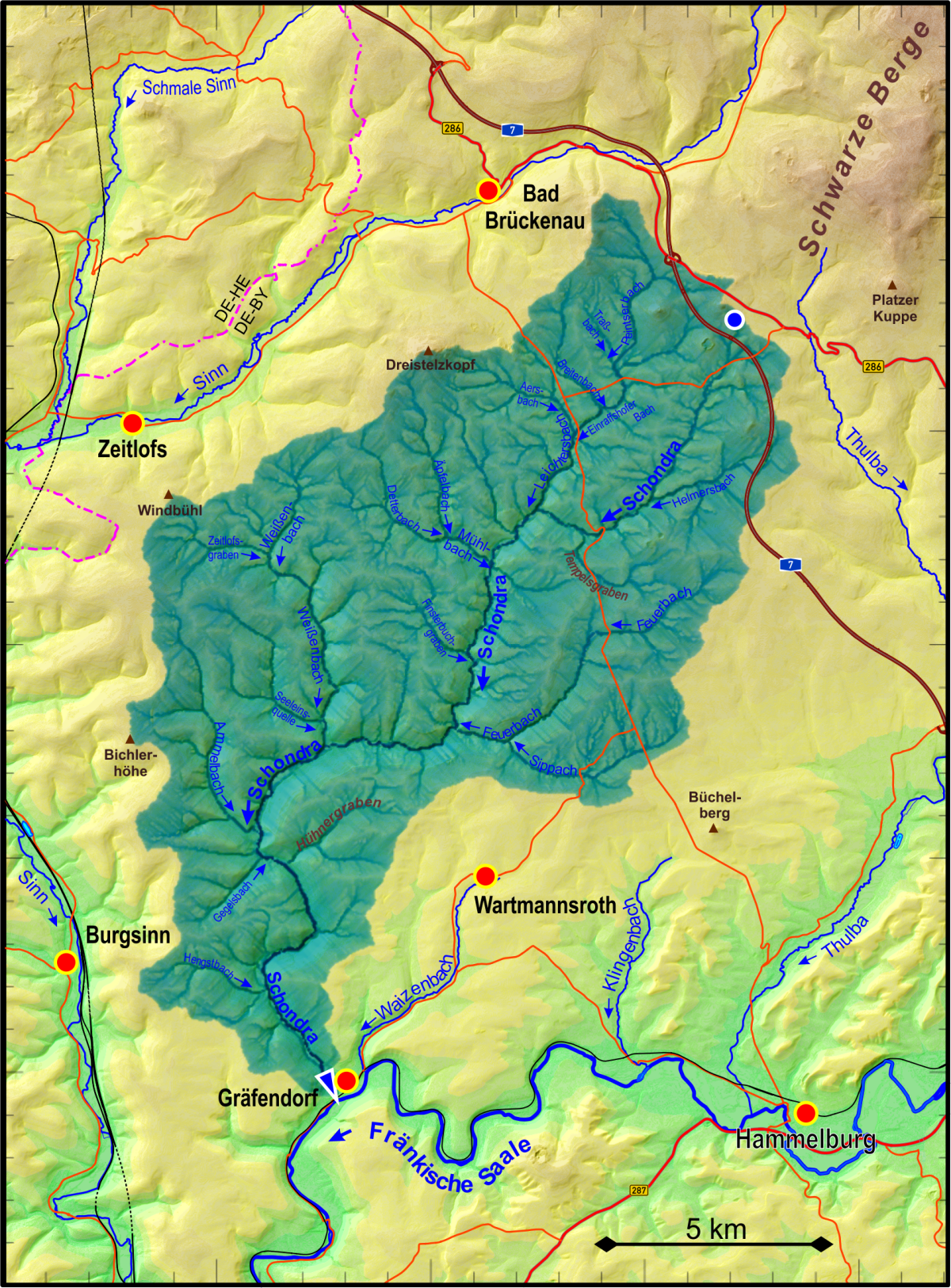
Einzugsgebiet der Schondra

Die Schondra entspringt aus drei Quellen in der Brückenauer Kuppenrhön nördlich des Marktes Schondra im unterfränkischen Landkreis Bad Kissingen. Nach der Vereinigung der drei Quellbäche nördlich der Kissinger Straße durchquert sie den Hauptort Schondra.
Zwischen der Bachstraße und der Raiffeisenstraße verläuft die Schondra unterirdisch weiter. Am südlichen Ortsrand fließt sie rechts an der Oberen Bock-Mühle vorbei. Ihre nach Südwesten orientierte Hauptfließrichtung behält sie im Wesentlichen bis zur Mündung in die Fränkische Saale bei. Südlich von Schondra-Schönderling steht eine zweite Mühle. Hier fließt ihr von der linken Seite der Helmersbach zu.
Dem Verlauf des tief eingeschnittenen Tals folgend, mäandert die Schondra nun mehr und mehr. Südlich von Schondra-Untergeiersnest wird sie auf der linken Seite vom Bach aus dem Tempelsgraben gespeist. Bei Schmittrain nimmt den auf dem Hauptstrang ,3 km langen Leichtersbach auf, der ihr von Norden kommend auf der rechten Seite zufließt. Dort befindet sich eine weitere Mühle.
Nach dem Zufluss des Leichtersbach wird die Schondra wesentlich breiter. Südlich von Münchau fließt sie an der Köpesmühle vorbei. Sie gräbt sich nun immer tiefer in ihr Tal zwischen steilen mit Laubwald bewachsenen Berghängen. Etwas weiter südlich wird sie, vom von der rechten Seite zufließenden Detterbach gestärkt. Sie fließt rechts am Hammelsbusch und am Eggenhopf vorbei.
Südlich des Querbergs nimmt sie den von rechten Seite kommenden Finsterbuchgraben auf. In einem wildromantischen Tal durchbricht sie nun den Höhenzug und fließt rechts an der Finsterbuchhöhe und dem Heckenberg vorbei. Beim Wartmannsrother Weiler Heckmühle befindet sich eine Mühle dieses Namens. Kurz darauf wird die Schondra auf ihrer linken Seite durch die knapp 6 km langen Sippach gespeist, die dort nach ihrem großen Zufluss auch Feuerbach genannt wird.
Sie setzt ihren Lauf nun in westlicher Richtung fort und zwängt sich durch ein enges Tal zwischen den großen Felsen des Wartmannsroth-Wildweibsteins und dem Mittelmühlbuch. Bei Heiligkreuz befindet sich eine Kläranlage. Dort fließt ihr von rechts der vom Norden kommende, gut 7 km lange Weißenbach zu.
Ihr Lauf wendet sich danach wieder mehr nach Süden. Ihre Wassermenge wird vom Ammelbach gestärkt, der ihr von der rechten Seite zufließt. Der Lauf der Schondra ist hier sehr naturnah und wird durch keine menschliche Besiedlung gestört. Nachdem ihr von rechts der Gegelsbach zugeflossen ist, durchquert sie das Naturschutzgebiet Unteres Schondratal.
Sie fließt links am Külmersberg und rechts am Süßen Rasen vorbei. Nicht weit davon wird sie auf der linken Seite vom Ringgraben gespeist. Ihr Lauf führt sie südwärts am Haubenberg vorbei und südlich des Lindenfirst fließt ihr von rechts der Hengstbach zu. Bei einer Papiermühle trifft sie nach längerer Zeit erstmals wieder auf menschliche Besiedlung.
Kurz danach wird sie von einer kleinen Kläranlage gesäubert und etwas später folgt die Barthelmühle. Bei der Lohmühle erreicht die Schondra den Ortsrand von Gräfendorf und, nachdem sie an einer weiteren Mühle vorbeigeflossen ist, unterquert sie die Hauptstraße und mündet schließlich südlich einer Eisenbahnbrücke in die Fränkische Saale ein.

### Einzugsgebiet
Die Schondra entwässert ein ca. 164 km² großes Gebiet am Südrand der Rhön. 
Das Einzugsgebiet der Schondra  grenzt im Westen und Norden an das Einzugsgebiet der Sinn und im Osten an die der Thulba und des Waizenbachs.
Höchster Punkt des Einzugsgebiets der Schondra ist der 650 m hohe Dreistelzkopf. 

### Zuflüsse
- Direkte und indirekte Zuflüsse

### Flusssystem Fränkische Saale
- Fließgewässer im Flusssystem Fränkische Saale

## Natur und Umwelt

### Wassergüte
Die Schondra gilt als einer der naturnähesten und saubersten Bäche Unterfrankens. Sie weist über weite Strecken die Gewässergüteklasse I (unbelastet bis sehr gering belastet) auf.

### Fauna

#### Der Fluss

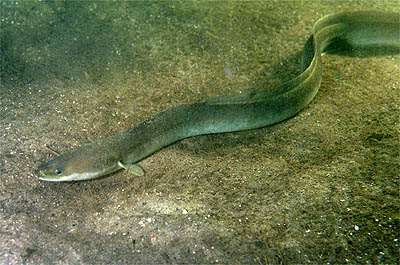
Europäischer Aal

Die Schondra ist ein Fließgewässer der Forellen- und Äschenregion. In der Schondra kommen folgende Fischarten vor: Bach- und Regenbogenforellen, Äschen, Döbel, Aale und verschiedene Weißfischarten. Eine besondere Rarität stellt der letzte existierende Restbestand der Buntsandstein-Flussperlmuschel (Margaritifera margaritifera parvula) von ungefähr 100 Exemplaren dar.

#### Das Tal
Das Naturschutzgebiet Untere Schondra ist ein Biotop mit einer großen biologischen Vielfalt. Auwälder, Hochstaudenfluren und Feuchtwiesen bieten zahlreiche Tierarten ein Refugium zum Überleben. So kommt in den Wiesen des Uferbereichs der Schondra u. a. der Eisvogel und der Kuckuck vor.

## Freizeit und Erholung

### Wandern
Um das wildromantische Schondratal mit seinen vielen Naturschönheiten zu begehen, werden dem Wanderer und Erholungsuchenden verschiedene Ausflugsrouten angeboten.

### Radfahren
Der Schondratal-Radwanderweg mit einer Gesamtlänge von 41 km führt hauptsächlich durch Flur- und Waldwege. Nur kurze Wegstrecken liegen auch auf Landstraßen mit wenig Autoverkehr.

### Angeln
Die Schondra bietet durch ihren reichen Fischbestand gute Angelgelegenheiten.
Pächter der unteren Schondra ist der ASC Forelle Gräfendorf (Angelsaison für Gastangler vom 15. Mai bis 30. September).